# (473129) 2015 JM5
(473129) 2015 JM5 es un asteroide perteneciente al cinturón de asteroides, descubierto el 10 de enero de 2008 por el equipo del Mount Lemmon Survey desde el Observatorio del Monte Lemmon, Arizona, Estados Unidos.

## Designación y nombre
Designado provisionalmente como 2015 JM5.

## Características orbitales
2015 JM5 está situado a una distancia media del Sol de 3,184 ua, pudiendo alejarse hasta 3,405 ua y acercarse hasta 2,962 ua. Su excentricidad es 0,069 y la inclinación orbital 9,395 grados. Emplea 2075 días en completar una órbita alrededor del Sol.

## Características físicas
La magnitud absoluta de 2015 JM5 es 15,9.